# Бодовлє
Бодовлє (словен. Bodovlje) — поселення в общині Шкофя Лока, Горенський регіон, Словенія. Висота над рівнем моря: 357,2 м.